# Otoyol 31
Die Autobahn Otoyol 31 (kurz O-31) verbindet die Städte Izmir und Denizli in der Türkei. Die O31 ist Teil der E87 und wurde 1996 eröffnet. Zahlreiche Talbrücken im Gebiet der Aydın-Berge und der Selatin-Tunnel – mit 3048 m Länge der längste Autobahntunnel der Türkei – machen diese Autobahn zu einem besonderen Bauwerk. Der Selatin-Tunnel (türk. Selatin tüneli) gilt als einer der sichersten Tunnel in Europa. Mit 120 Mio. US-Dollar Baukosten und modernster Technik ist der Tunnel eines der teuersten Bauwerke des türkischen Straßenbaus. Der größte Teil der Autobahn ist nachts beleuchtet.
Die Ringautobahn von Izmir, O-30 zweigt von dieser Autobahn ab, nahe der Kleinstadt Germencik geht eine Autobahn Richtung Bodrum ab. Die Autobahn führt durch nicht sehr stark bewohntes Gebiet (ausgenommen das Ballungszentrum İzmir). So kommt es, dass es Ausfahrten – mit Ausnahme der städtischen Gebiete (İzmir und Aydın) – nur etwa alle 20 Kilometer gibt. Für die gesamte Autobahn wird Maut erhoben, höchstens jedoch etwa 3 €. 
Der Bau der Autobahn begann 1986, im November 2020 der Bau der Weiterführung von Aydın bis nach Denizli.
Am 3. November 2023 wurde der Teilabschnitt zwischen Denizli und Kuyucak für den Verkehr freigegeben. Dieser Abschnitt umfasst etwa 80 Kilometer.
Am 17. Oktober 2024 wurde der Lücken-Abschnitt zwischen Kuyucak und Aydın freigegeben. Seitdem existiert zwischen Izmir und Denizli eine vollständige Autobahnverbindung.
Zukünftig soll die Autobahn bis nach Burdur führen.